# Kasagaru, Tirthahalli
Kasagaru là một làng thuộc tehsil Tirthahalli, huyện Shimoga, bang Karnataka, Ấn Độ.